# マダン (パプアニューギニア)
マダン（英: Madang）は、パプアニューギニアのモマセ地方のマダン州の州都。
ニューギニア島の北岸に位置する。
2011年の人口は3万5971人で、国内4位。
19世紀にドイツ人によって最初に開かれた町で、ドイツ語名はフリードリヒ＝ヴィルヘルム＝ハーフェン（独: Friedrich-Wilhelm-Hafen）。
マダンにはディバインワード大学があり、留学生を受入れている。

## 人口
- 1980年9月22日：2万1335人
- 1990年7月11日：2万7181人
- 2000年7月9日：3万2318人
- 2011年7月10日：3万5971人

## 歴史
ロシア人生物学者ニコラス・ミクルーホ＝マクライが、恐らくマダンを訪れた最初のヨーロッパ人である。彼は1871年に15ヶ月間、アストロラーブ湾、現代のマダン市街の真南に滞在した。彼は、マラリアで健康を害するまで地域社会とよい関係を保っていた。
1884年には、ドイツニューギニア会社が進出し、現代のマダンに拠点を確立しようとしたが、絶えずマラリアの脅威にさらされ、結局ラバウルへ移転した。
1942年、日本軍は第二次世界大戦中に、まだ戦いのなかったマダンを占領した。
1943年9月に、オーストラリア軍は、マダン方面を奪回する作戦を開始し、町を1944年4月24日に占領した。戦闘により町は破壊され、後に再建されなければならなかった。

## 写真

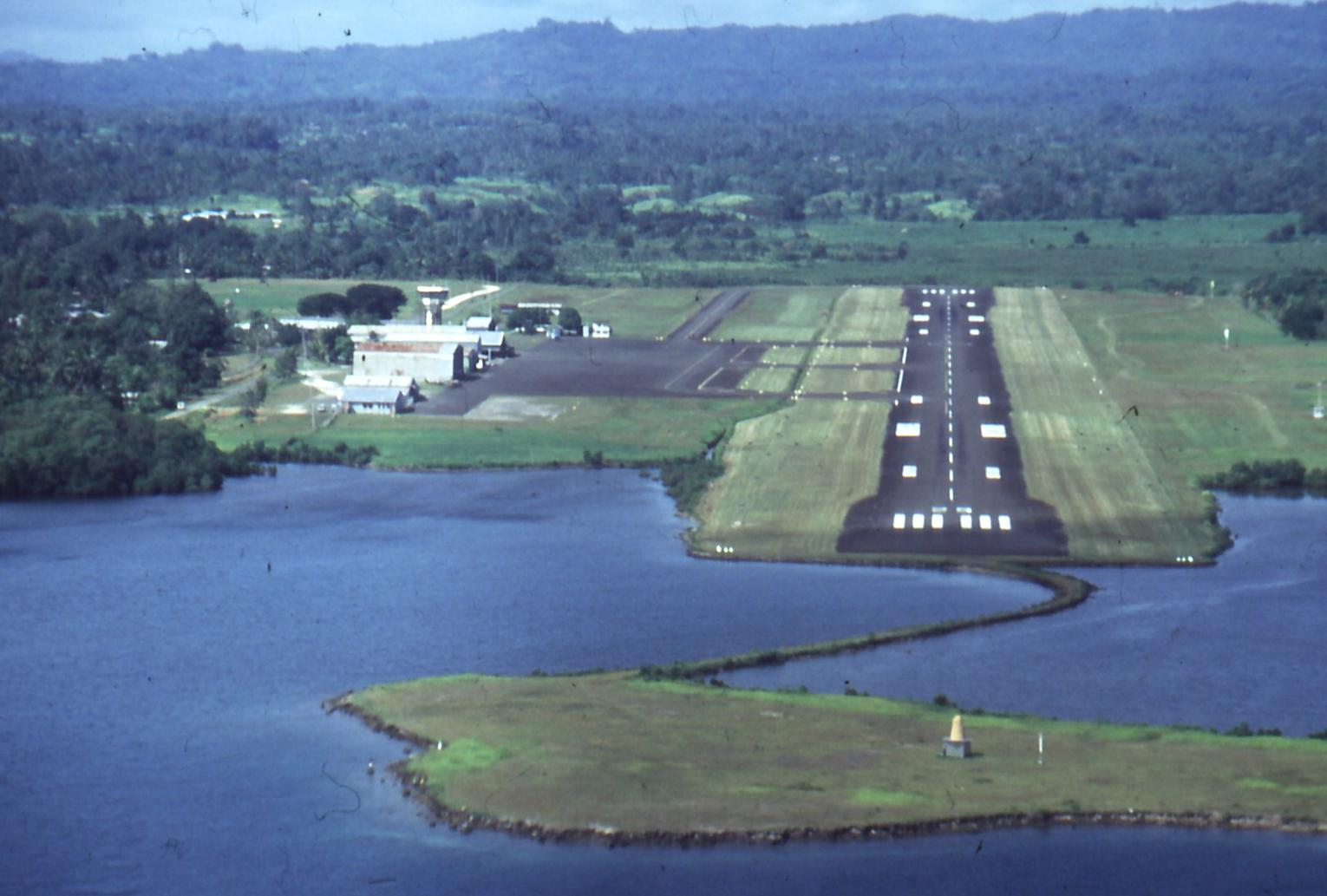
マダン空港
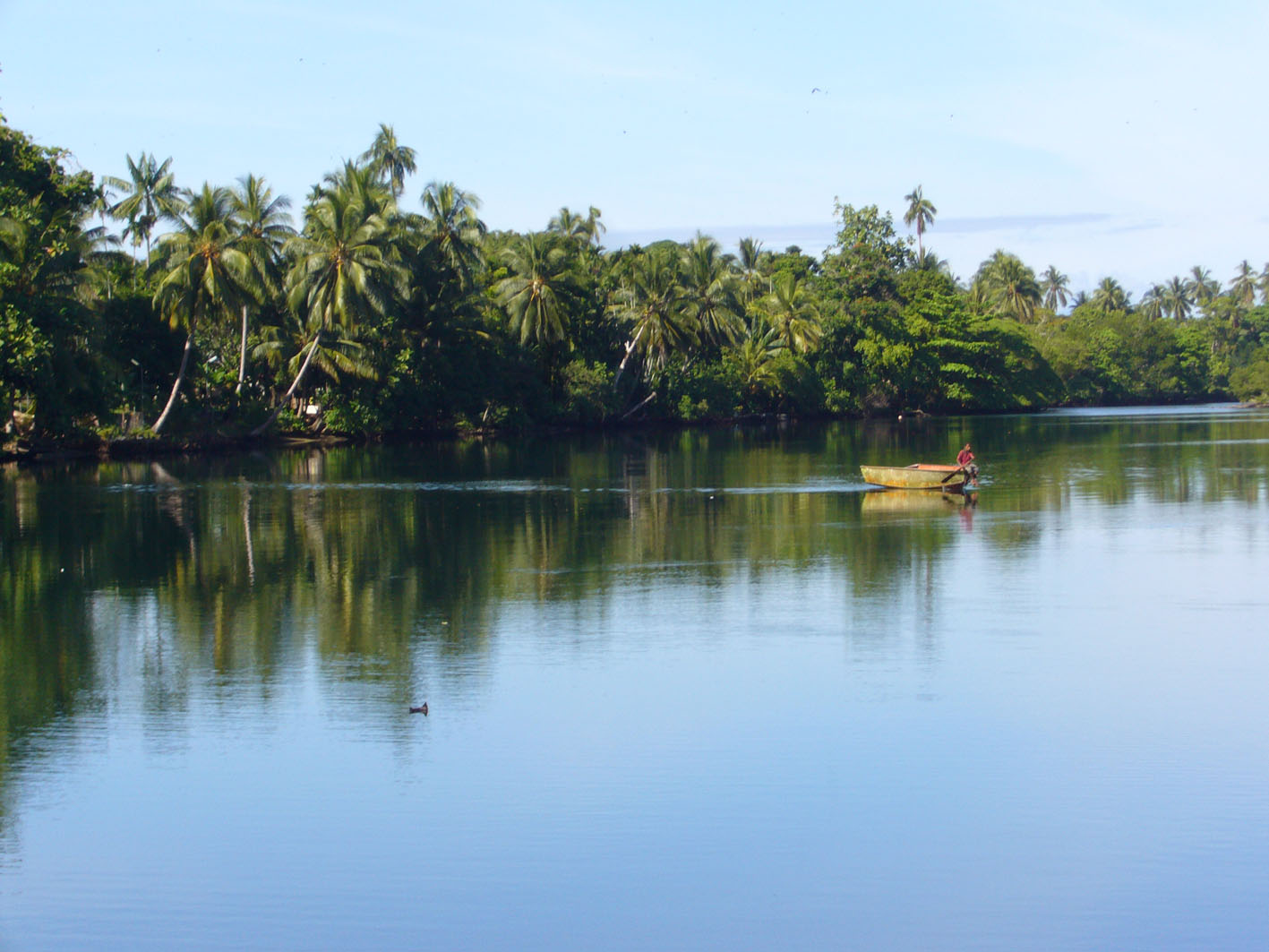
マダンのラグーン